# Niños de la guerra (película)
Niños de la guerra es un documental largo dirigido por Brian Singer, producido en 2010. La película fue filmada en el norte de Uganda durante tres años y cuenta la historia del viaje de un grupo de niños reclutados mientras enfrentan sus heridas y reciben tratamiento psicológico en un centro de rehabilitación.
Estos niños fueron secuestrados de sus hogares y privados de ir a la escuela por el Ejército de Resistencia del Señor, un grupo armado semirreligioso liderado por el criminal de guerra internacional Joseph Kony, quien se autodenomina profeta. Por ello, estos niños luchan por enfrentar años de humillaciones brutales, combate forzado y adoctrinamiento, con la ayuda de un equipo de héroes compuestos por asesores quirúrgicos. Mientras estos valientes aliados guían a los niños hacia una nueva vida, el documental "Niños de la guerra" ilumina el camino con una poderosa e íntima historia de perdón y esperanza en el esfuerzo por borrar las huellas y consecuencias de la guerra.

## Perspectiva histórica
La guerra en el norte de Uganda duró más de dos décadas (1986-2006). Los rebeldes del Ejército de Resistencia del Señor, liderados por Joseph Kony, lucharon para derrocar al gobierno civil y establecer un régimen basado en los Diez Mandamientos del Evangelio. Sin embargo, lo que distingue al Ejército de Resistencia del Señor y lo convierte en un ejemplo trágico es que la mayoría de quienes lucharon en sus filas eran niños reclutados.
Durante veinte años de guerra, se estima que aproximadamente 35,000 niños y niñas fueron secuestrados de sus hogares, escuelas y aldeas originales, siendo llevados a escondites de los rebeldes en las profundidades de la selva de Uganda. Allí, se les introdujo a la cultura del ejército, basada en conceptos semirreligiosos, a través de una serie de doctrinas religiosas, abusos, torturas y la participación forzada en actos de violencia extrema. Con frecuencia, se obligaba a estos niños soldados a matar a otros niños secuestrados, quemar y saquear aldeas y perpetrar actos de brutalidad contra civiles, quienes a veces eran las familias de estos niños. El miedo y la dependencia total de sus captores llevaban a muchos de estos niños secuestrados a rendirse, adaptarse y normalizarse en la cultura de la violencia adoptada por los rebeldes. Además, muchas niñas eran ofrecidas a los líderes rebeldes como "esposas" y eran forzadas a tener más hijos, quienes a su vez entrarían en el ciclo de la guerra, perpetuando el conflicto contra los civiles de las aldeas vecinas y los niños de estas comunidades por parte de este ejército criminal.
En mayo de 2006, se invitó al cineasta Brian Singer a visitar el Centro Rachel de Rehabilitación en la región del norte de Uganda devastada por la guerra. Este centro fue fundado en 2003 por el periodista y escritor belga Els De Temmerman, galardonado con múltiples premios. La misión del Centro Rachel es rehabilitar e integrar a aquellos que han sido secuestrados y a los niños soldados. El objetivo de la visita del Sr. Singer al centro era escuchar y registrar las historias y sufrimientos de estos niños y documentarlas mientras se recuperan de sus vidas anteriores como soldados infantiles.

## Proyección y reconocimiento del documental
Niños de la guerra" se proyectó en noviembre de 2009 en el Instituto de Paz de Estados Unidos en Washington D.C. El proyecto de informes internacionales colaboró en la organización de la proyección del documental. En diciembre de 2009, se llevó a cabo una proyección especial en el histórico Teatro Egipcio de Hollywood como parte del sexto Festival Internacional de Cine de Activistas, donde la película ganó el premio a la Mejor Película por la Defensa de los Derechos del Niño. En febrero de 2010, el filme recibió el Premio Cinema for Peace en Berlín de manos de Luis Moreno Ocampo, fiscal de la Corte Penal Internacional. En marzo, ganó el Premio de la Fundación Barbara Hendricks en honor a Sergio Vieira de Mello en el Festival Internacional de Derechos Humanos en Ginebra, Suiza. En abril de 2010, "Niños de la guerra" fue invitado por Cinema for Peace y Amnistía Internacional, siendo seleccionado como la primera película proyectada en la sede de la Corte Penal Internacional en La Haya. En mayo de 2010, el documental se presentó durante la cena inaugural de la histórica Conferencia de Revisión de la Corte Penal Internacional en Kampala, Uganda, seguida de un emotivo discurso del cirujano pediátrico Jean Ikayo, quien participó en la película. Entre los asistentes se encontraban el secretario general de la ONU, Ban Ki-moon, el exfiscal del Tribunal de Núremberg, Benjamin Ferencz, y Bianca Jagger.
En diciembre de 2010, "Niños de la guerra" fue la primera película proyectada por la Oficina del Alto Comisionado de las Naciones Unidas para los Derechos Humanos y la Comisión Europea en celebración del Día de los Derechos Humanos. Se llevó a cabo un evento en Bruselas, Bélgica, en el Centro de Bellas Artes, donde todas las entradas se vendieron, y Bianca Jagger presentó la proyección.
El director de "Niños de la guerra", Brian Singer, fue honrado en septiembre de 2011 al recibir el Premio Humanitario Armin T. Wegner por "su visión en la búsqueda de la verdad y el coraje de hablar". La ceremonia de entrega del premio fue organizada por la Fundación Arba de Cine y Artes en el Teatro Egipcio de Hollywood, California.